# Trentepohlia madagascariensis
Trentepohlia madagascariensis är en tvåvingeart. Trentepohlia madagascariensis ingår i släktet Trentepohlia och familjen småharkrankar.

## Underarter
Arten delas in i följande underarter:
- T. m. madagascariensis
- T. m. spectabilis